# UMMC Ekaterinburg

UMMC Ekaterinburg es un club de baloncesto profesional femenino de Rusia con base en Ekaterimburgo que compite en la Liga premier de baloncesto femenino de Rusia y en la Euroliga femenina de la FIBA. Ha sido un club muy exitoso en años recientes.
El club fue fundado en 1938 como Zenit por la Ural Plant of Heavy Machinery. En 1958, los dos gigantes de la industria Ural Plant of Heavy Machinery (Uralmash) y la Ural Mountain Metallurgical Company (UMMC) se aliaron con el fin de crear el mejor equipo de baloncesto femenino de Rusia, por lo que el club se fusionó con otro llamado Avangard y durante los siguientes cuarenta años (1960-2000) el nombre del equipo fue Uralmash, hasta el año 2000 a 2001 que se cambió a Uralmash-UMMC, para finalmente en el 2001 en adelante ser conocido solo como UMMC
Tras la fusión, UMMC alcanzó la élite de los campeonatos ganando en 2002 su primer campeonato nacional y el siguiente año gana la Euroliga en su temporada de debut, convirtiéndose en el primer equipo Ruso en ganar esta competición. Además realizó un doblete al ganar también la Liga de Rusia.
UMMC no fue capaz de ganar un campeonato de la liga Rusa en las siguientes cinco temporadas, ante el crecimiento de otros equipos como el VBM-SGAU Samara y el Spartak Moscow Region y tampoco de volver a ganar una Euroliga. Fue hasta en 2009 donde el club se fortalece e inicia una racha ganadora tanto en la Liga de Rusia como en la Copa de Rusia, ganando ambas copas en los años posteriores, sin embargo su rival Spartak Moscow Region le negó esos mismos años llegar a la final de la Euroliga donde se tuvo que conformar con obtener el tercer puesto, hasta 2013 donde UMMC consigue su segunda Euroliga.

## Títulos
- Euroligas (5): 2002/2003, 2012/2013, 2015/2016, 2017/2018, 2018/2019 . 2020/2021.
- Liga Rusa (10): 2001/02, 2002/03, 2008/09, 2009/10, 2010/11, 2011/12, 2012/13, 2013/14, 2014/15, 2015/16.
- Copa de Rusia (9): 2005, 2009, 2010, 2011, 2012, 2013, 2014, 2015.[2]
- Supercopa de Europa (1): 2013.[3]

## Plantilla 2014-15
Las jugadoras sin bandera son de nacionalidad rusa
| Bases                                                                     | Escoltas                                  | Aleras                                                                                     | Ala-pívots                                                      | Pívots                                                                                     |
| ------------------------------------------------------------------------- | ----------------------------------------- | ------------------------------------------------------------------------------------------ | --------------------------------------------------------------- | ------------------------------------------------------------------------------------------ |
| Anastasiya Tochilova (1,70) Kristi Toliver (1,70) Silvia Domínguez (1,66) | Deanna Nolan (1,83) Tatiana Popova (1,80) | Polina Sych (1,83) Anastasia Levinskaia (1,82) Diana Taurasi (1,82) Daria Levchenko (1,80) | Candace Parker (1,93) Alba Torrens (1,92) Olga Arteshina (1,90) | Maria Stepanova (2,02) Natalia Anoikina (1,96) Sandrine Gruda (1,93) Ewelina Kobryn (1,93) |

Entrenador:  Olaf Lange